# ريتشارد بنتلي (شخصية أعمال)
ريتشارد بنتلي (بالإنجليزية: Richard Bentley)‏ (و. 1794 – 1871 م) هو رجل أعمال كبير من المملكة المتحدة لبريطانيا العظمى وأيرلندا، ومملكة بريطانيا العظمى، ولد في الرابع والعشرين من أكتوبر عام 1794 في لندن، توفي عن عمر يناهز 77 عاماً.